# Helmut Becker (Geologe)
Helmut Becker (* 5. Dezember 1900 in Stühe, Westfalen; † 10. August 1983 in Salzburg) war ein deutscher Geologe.
Becker wurde 1931 zum Dr. phil. an der Universität Wien promoviert. Seine Forschungen wurden wiederholt von der Österreichischen Akademie der Wissenschaften gefördert. Er arbeitete als Bergbau- und Erdölgeologe, lebte in Salzburg und war vorwiegend in Österreich tätig. Im Flysch fand er Fossilien und veröffentlichte die Funde zusammen mit Gustav Götzinger. Er war mit Gustav Götzinger Erstbeschreiber von Subphyllochorda und Palaeobullia.

## Schriften
- Eine Neubearbeitung des Flysches des westlichen Wienerwaldes, Dissertation Universität Wien, 1931.
- mit Gustav Götzinger: Zur geologischen Gliederung des Wienerwaldflysches (Neue Fossilfunde). Jahrb., 82, 1932, S. 343–396 (zobodat.at [PDF; 3,4 MB]).
- mit Gustav Götzinger: Neue Fossilfunde im Wienerwaldflysch. Anz. Österr. Akad. Wiss. Wien, 10, 1932.
- mit Gustav Götzinger: Neue Fährtenstudien im ostalpinen Flysch. In: Senckenbergiana. 16, Frankfurt am Main 1934, S. 77–94.
- Bericht (1945) des auswärtigen Mitarbeiters Dr. H. Becker, Verhandlungen der Geologischen Bundesanstalt 1945, S. 35 (zobodat.at [PDF; 277 kB]).
- Allgemeines über bodenkundliche Untersuchungen und Kartierungen und vorläufiger Bericht über waldbodenkundliche Untersuchungen in Oberösterreich. Verhandlungen der Geologischen Bundesanstalt 1945, S. 85–90 (zobodat.at [PDF; 444 kB]).
- mit Karl Lechner: Bericht (1946) über Kartierungen im Flyschgebiet westlich des Attersees (Kartenblatt Gmunden – Salzburg). Verhandlungen der Geologischen Bundesanstalt 1947, S. 30–33 (zobodat.at [PDF; 362 kB]).
- Waldbodenkundliche und pflanzensoziologische Untersuchungen als Vorarbeiten für eine arealmässige Darstellung der Wald- und Vegetationstypen in Oberösterreich Folge 1.  Naturkundliche Mitteilungen aus Oberösterreich 1948, S. 6–8 (zobodat.at [PDF; 541 kB]).
- Bericht (1947) über geologische Untersuchungen im östlichen Hausruck und im östlichen Kobernaußer Wald (Bl. Ried – Vöcklabruck). Verhandlungen der Geologischen Bundesanstalt 1948, S. 42–45 (zobodat.at [PDF; 361 kB]).
- Bericht (1948) über geologische Untersuchungen im Hausruckgebiet und im Kobernaußer Wald (Bl. Ried – Vöcklabruck und Bl. Mattighofen). Verhandlungen der Geologischen Bundesanstalt 1949, S. 29–32 (zobodat.at [PDF; 366 kB]).
- Waldbodenkundliche und Pflanzensoziologische Untersuchungen in Oberösterreich (Folge 2; Beobachtungen im südwestlichen Mühlviertel). Naturkundliche Mitteilungen aus OÖ, S. 3–11, 1950 (zobodat.at [PDF; 1 MB]).
- Bericht (1949) zur Geologie des westlichen Hausrucks im Raume nördlich Frankenburg (Bl. Ried – Vöcklabruck). Verhandlungen der Geologischen Bundesanstalt 1950, S. 44–48 (zobodat.at [PDF; 412 kB]).
- Vergleichende Bereisungen im Hausruck, Kobernaußer Wald und Salzachraum von Oberösterreich: Bericht der Arbeitsgemeinschaft Molasse und Kohlen (1950).  Verhandlungen der Geologischen Bundesanstalt 1951, S. 62–64 (zobodat.at [PDF; 357 kB]).
- Zur Flora der Wärmegebiete der Umgebung von Linz (mit Einschluß der Welser Heide).  Naturkundliches Jahrbuch der Stadt Linz 4, 1958, S. 159–210 (zobodat.at [PDF; 3,8 MB]).
- Über die Ergebnisse bisheriger waldboden- und vegetationskundlicher Untersuchungen im Hausruck und deren Wert für den Waldbau. In: Jahrbuch des Oberösterreichischen Musealvereines. Jahrgang 108, Linz, S. 288–301 (zobodat.at [PDF; 1 MB]).